# أشيي لو بوتي
أشيي لو بوتي (بالفرنسية: Achiet-le-Petit) هي بلدية فرنسية تقع في إقليم باد كاليه من منطقة نور با دو كاليه في شمال فرنسا. تبلغ مساحة هذه المدينة 7.25 (كم²)، وترتفع عن سطح البحر 123 م، يبلغ عدد سكانها 336 نسمة حسب إحصاء المعهد الوطني للإحصاء والدراسات الاقتصادية سنة 2009 م. وترأس Daniel Lavoisier البلدية خلال فترة (2008-2014).